# Campagna di Gettysburg
Per Campagna di Gettysburg si intende una serie di scontri combattuti tra il giugno ed il luglio 1863 nel contesto della guerra di secessione americana.
Dopo la vittoria nella battaglia di Chancellorsville, l'Armata Confederata della Virginia Settentrionale del generale confederato Robert E. Lee mosse verso nord invadendo il Maryland e la Pennsylvania. Il general maggiore George G. Meade (che dal 28 giugno sostituì Joseph Hooker al comando dell'Armata del Potomac) inseguì Lee sconfiggendolo duramente nella battaglia di Gettysburg. Lee tuttavia riuscì a fuggire ripiegando in Virginia.

## Contesto
A seguito del successo ottenuto nella battaglia di Chancellorsville nell'aprile-maggio 1863, Lee decise di tentare per la seconda volta un'invasione verso nord. In caso di successo l'esercito sudista avrebbe minacciato Filadelfia, Baltimora e perfino Washington e probabilmente avrebbe alimentato il movimento pacifista negli stati nordisti.
La strategia di Lee ricalcava quella utilizzata nella campagna del Maryland del 1862. Il comandante confederato, infatti, era convinto che l'insuccesso di quell'invasione fosse dovuta al fatto che il generale nordista George B. McClellan fosse riuscito ad intercettare gli ordini inviati da Lee ai suoi comandanti e, anticipando le mosse delle forze sudiste, a sconfiggerle nella battaglia di Antietam. Lee inoltre considerava il comandante nemico Hooker un inetto e ciò lo spinse ad una strategia estremamente offensiva.

## Conseguenze
La campagna di Gettysburg fu la più grande offensiva tentata dal generale Lee nel corso della guerra di secessione. A seguito della sconfitta nella battaglia di Gettysburg, l'Armata Confederata della Virginia Settentrionale agì in reazione alle iniziative nordiste e non fu in grado di proporre nuove sortite. Durante la campagna Lee perse 27 000 uomini senza riuscire ad ottenere tutti gli obiettivi che si era prefissato: l'esercito sudista riuscì ad impedire per il momento un'invasione nordista in Virginia ma non fu in grado di distogliere le forze nordiste impegnate nella campagna di Vicksburg.
Il generale nordista Meade (che nel giugno 1863 aveva sostituito Hooker alla guida dell'Armata del Potomac) venne criticato aspramente per non essere riuscito ad impedire la fuga di Lee e, su pressione del presidente Abraham Lincoln, fu costretto ad intraprendere due campagne (quella di Bristoe e di Mine Run) per cercare di sconfiggere Lee.